# 제르진스키 (모스크바주)

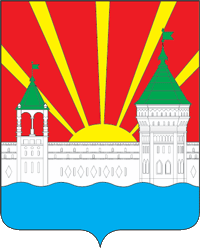
시 문장

제르진스키(러시아어: Дзержи́нский)는 러시아 모스크바주 중부에 위치한 도시로, 인구는 41,488명(2002년 기준)이다. 모스크바강과 접하며 류베르치에서 남쪽으로 5km 정도 떨어진 곳에 위치한다.
1380년 성 니콜라이 우그레시 수도원이 건설되었지만 1920년 수도원이 폐쇄되고 아동 노동 수용소로 바뀌게 된다. 그 후 체카의 책임자였던 펠릭스 제르진스키가 이 곳을 노동자 코뮌으로 만들게 된다.
1921년 노동자 코뮌이 수도원 성곽 밖으로 확장되었고 1938년 도시형 촌락으로 승격되었다. 1981년 시로 승격되었으며 도시 이름도 펠릭스 제르진스키에서 유래된 이름이다.